# Nationalpark Kahuzi-Biéga
Der Nationalpark Kahuzi-Biéga (franz. Parc national de Kahuzi-Biega), gegründet 1970 vom Belgier Adrien Deschryver, liegt im Osten der Demokratischen Republik Kongo, 50 km westlich von Bukavu in der Region Sud-Kivu in der Nähe des Westufers des Kivusees und der Grenze zu Ruanda. Der Park ist seit 1980 UNESCO-Weltnaturerbe. Er ist nach zwei erloschenen Vulkanen benannt, dem Kahuzi (3308 m) und dem Biéga (2790 m). Der Kahuzi ist der höchste Punkt der Region Kivu. 90 Prozent des 6.000 km2 großen Parks liegen im Tiefland.

## Lage und Klima
Westlich der Berge des Afrikanischen Grabens befindet sich der Kahuzi-Biéga-Nationalpark auf 800 bis 3400 m Höhe über dem Meeresspiegel. Die Temperatur variiert zwischen 10 und 18 °C, der Jahresniederschlag beträgt 1800 mm.

## Flora und Fauna
Der von tropischem Regenwald, überwiegend primärer Bergwald mit Bambus, bewachsene Park beherbergt eine der letzten Populationen der Östlichen Flachlandgorillas und war der Ort, wo Dian Fossey die Gorillas studierte, bevor sie nach Ruanda umsiedelte. Der östliche Flachlandgorilla stellt die größte Form des Gorillas dar. Durch Wilderei sind die Bestände, die einst 14.500 Tiere zählten, stark geschrumpft. 
Insgesamt leben über 194 Säugetierarten im Gebiet. Dazu zählen der Östliche Schimpanse (P. t. schweinfurthii), zahlreiche weitere Affenarten, einige versprengte Gruppen von Waldelefanten, Flusspferde, Leoparden, Riesenwaldschweine, Bongos und sieben verschiedene Duckerarten. Die Zahl der Elefanten betrug 1982 noch 3300 Individuen, begünstigt durch die Wilderei erschwerende Unzugänglichkeit. Der Park beherbergt zudem mindestens 224 Vogelarten.

## Konflikte und Entwicklungen

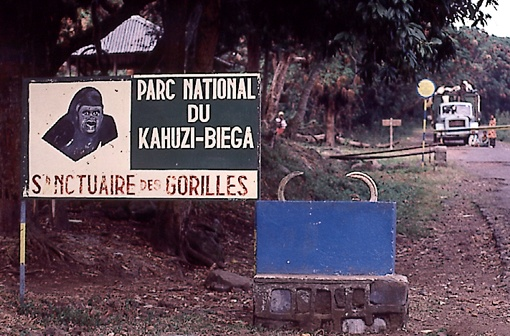
Eingang des Kahuzi-Biéga-Parks.

Im Jahr 1997 setzte das Welterbekomitee den Park auf die Liste des gefährdeten Welterbes. Die tiefer liegenden Regionen des Parks werden von einer ruandischen Rebellengruppe als Operationsbasis genutzt. Sie wird für Wilderei, Abholzungen und illegalen Bergbau (Coltan) verantwortlich gemacht. Die Einstufung des Kahuzi-Biéga-Nationalparks als UNESCO-Welterbe in Afrika ist daher nicht gesichert.
Kritisiert von Menschenrechtlern und auch von Greenpeace wurde eine verfehlte exklusive Naturschutzpolitik zu Zeiten der Parkgründung, welche durch die Vertreibung von 6000 Pygmäen, den traditionellen Jägern und Sammlern in den Bergen, erst zum verringerten Schutz des Naturreichtums im Gebiet beigetragen habe. Es seien im Jahr 2009 nur noch etwa 3000 Pygmäen am Leben, da viele von ihnen ohne Entschädigung an Unterernährung gestorben seien; die Konflikte mit den Bantu-Bauern hatten eine Lebensgrundlage als Ackerbauern verhindert, nur 12 Fährtenleser waren für den Tourismus im Park eingestellt worden. Die Gorillas wurden vor den Rebellen und Bürgerkriegsflüchtlingen nur von wenigen Parkschützern verteidigt. Inzwischen würden mit Unterstützung der GTZ jedoch etwa 450 der Pygmäen mit Projekten für Kunsthandwerk und Beihilfen zum Schulgeld erreicht.
Das ICCN untersuchte das Verhaltens der Parkverwaltung gegenüber den Pygmäen. Das Ausmaß der mutmaßlichen Menschenrechtsverbrechen ist allerdings größer als im Untersuchungsbericht dargestellt.